# Sicyopterus stimpsoni
Sicyopterus stimpsoni är en fiskart som först beskrevs av Gill, 1860.  Sicyopterus stimpsoni ingår i släktet Sicyopterus och familjen smörbultsfiskar. IUCN kategoriserar arten globalt som nära hotad. Inga underarter finns listade i Catalogue of Life.